# 光泽卷管螺
光泽卷管螺（学名：Horaiclavus splendidus），是新腹足目卷管螺科Horaiclavus的一种。主要分布于台湾，常栖息在泥沙海底。